# 二名村 (愛媛県宇摩郡)
二名村（ふたなむら）は、愛媛県の東予地方の宇摩郡にあった町である。1954年（昭和29年）に川之江町への編入で自治体としては消滅した。その後、まもなく川之江町は川之江市となり、さらに時を経て平成の大合併で四国中央市となり、現在に至っている。香川県境に位置する漁村であった。

## 地理
北を燧灘に面し、南に背後の山地が海岸に迫る地形である。西は川之江町に、南には弥八山とそれに連なる山々で金生町と接する。東は香川県三豊郡和田に接し、県境には余木崎がある。県境には鉄道と道路（国道11号）が並行しており、鉄道には短いトンネルがあるが、道路にはトンネルはない。
山
弥八山、竜宮山
河川
特筆すべきものなし
村名の由来
不詳。なお、旧村のうち「余木」は「伊予」と「讃岐」の境に位置することから、「予」と「岐」をくっつけたものとされる。

## 社会

### 地域・集落
明治の合併前の旧2か村がそのまま大字となった。両村ともに沿岸の村であり
近接しているが、東（香川県寄り）が余木、西が長須。
余木（よき）、長須（ながす）
川之江町に編入され、「川之江町」を冠するようになり、編入と同年中に昭和の大合併により川之江市になってからは、「川之江町」を冠する。
例　川之江市川之江町余木
平成の合併により四国中央市になってからは、「川之江市」を「四国中央市」に読み替える。
例　四国中央市川之江町余木

### 学校
二名小学校 – 川之江市になって後の1969年（昭和44年）に川之江小学校に統合。跡地は二名集会所ほかになっている。国道11号沿道であり、校庭跡地の一角に二宮金次郎（二宮尊徳）像が残されている。

## 歴史

### 略史
江戸時代
めまぐるしく変遷を遂げている。
- はじめ松山藩領
- 1636年（寛永13年） 一柳氏領
- 1643年（寛永20年） 幕府領、松山藩預かり
- 1677年（延宝5年） 大坂代官所の支配下に
- 1698年（元禄11年） 長須が今治藩預かり地に
- 1721年（享保6年） 余木が松山藩預かり地

明治以降
- 1903年（明治36年） 漁業協同組合設立
- 1905年（明治38年） 二名信用組合設立
- 1915年（大正4年） 赤痢が流行、死者発生

### 村の沿革
明治の町村制発足時に2村が合併して成立、1954年（昭和29年）3月に川之江町に編入されて消滅。川之江町は同年11月に周辺町村と合併、市制施行し川之江市となった。
- 1889年（明治22年）12月15日 - 町村制施行に伴い、余木（よき）村及び長須（ながす）村の区域をもって、宇摩郡二名村（ふたなむら）が発足する。
- 1954年（昭和29年）3月31日 - 川之江町に編入する。

```
二名村の系譜
（町村制実施以前の村）　（明治期）　　　　　　　（昭和の合併）　（平成の合併）
　　　　　　　　　　　　町村制施行時
　　　　　　　　　　　　　　　　　　　　　昭和29年3月31日
余木　━━━━━━┓　　　　　　　　　　　　編入
　　　　　　　　　┣━二名村━━━━━━━━━━┓　　　　　　　　　　　　　　
長須　━━━━━━┛　　　　　　　あ　　　　　　┃　
　　　　　　　　　　　川之江村━川之江町━━━━┻┓昭和29年11月1日
　　　　　　　　　　　　　　　　　　　　う　　　　┃合併・市制施行
　　　　　　　　　　　金生村━━━━━━金生町━━╋川之江市━┓
　　　　　　　　　　　妻鳥村━━━━━━━━━━━┫　　　　　┃
　　　　　　　　　　　　　　　　　　い　　　　　　┃　　　　　┃
　　　　　　　　　　　上分村━━━━上分町━━━━┫　　　　　┃
　　　　　　　　　　　金田村━━━━━━━━━━━┫　　　　　┃
　　　　　　　　　　　川滝村━━━━━━━━━━━┛　　　　　┃
　　　　　　　　　　　　　　　　　　　　　　　　　　　　　　　┃平成16年4月1日
　　　　　　　　　　　　　　　　　　　　　　　　　　　　　　　┃新設合併
　　　　　　　　　　　　　　　　　　　　　　　　　　　　　　　┣四国中央市
　　　　　　　　　　　　　　　　　　　　伊予三島市━━━━━━┫
　　　　　　　　　　　　　　　　　　　　新宮村━━━━━━━━┫
　　　　　　　　　　　　　　　　　　　　土居町━━━━━━━━┛
　　　　　　　　　　　　　　　　　　　　　　　　　
あ – 明治31年12月21日 川之江村が町制施行、川之江町に
い – 大正2年1月1日 上分村が町制施行し、上分町に
う – 昭和23年4月1日　金生村が町制施行し金生村に

（注記）二名町以外の合併以前の系譜はそれぞれの市町村の記事を参照のこと。

```

## 産業
山が海に迫る地形から漁村として生業を立てていた。戦後になって、紙加工工場等が当地にも進出してきた。

## 交通
海岸線に沿って国鉄予讃本線と国道11号が東西に走る。駅は村内にはない（これは現在に至るも同じ）。最寄り駅は川之江駅。

## 名所
- 余木崎神社
- 余木海岸 海水浴場